# Tombolo Vigontina San Paolo F.C.
Tombolo Vigontina San Paolo FC là một câu lạc bộ bóng đá Ý của thành phố Tombolo và Vigonza, Veneto.

## Lịch sử

### San Paolo Padova

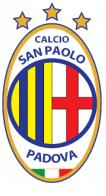
San Paolo Padova logo cũ.

Câu lạc bộ được thành lập vào năm 2010 sau khi sáp nhập với AS San Paolo (thành lập năm 1965 và vừa xuống hạng Promozione vào cuối mùa Eccellenza 2009-10) và câu lạc bộ Serie D của Albignasego Calcio, thành lập năm 1959.
Trận đấu bóng đá chính thức đầu tiên của nó ở Serie D là vào ngày 29 tháng 8 năm 2010, trong trận đấu với Treviso, vì Coppa Italia di Serie D: San Paolo Padova đã giành chiến thắng trong trận đấu với 2-0.
Nó được chơi ở địa điểm trung lập của Rovigo, vì Stadio Plebiscito vẫn chưa sẵn sàng cho các trận bóng đá.
Vào mùa hè năm 2014, San Paolo Padova Srl tuyên bố phá sản.

### Atletico San Paolo Padova

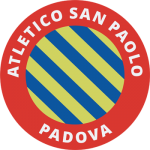
Logo cũ của Atletico San Paolo Padova (2014 2015).

Vào ngày 11 tháng 7, A.R.L. S.S.D. Atletico San Paolo Padova được thành lập. Vào cuối mùa giải 2014-15 ở Serie D, đội xuống hạng Eccellenza.

### Câu lạc bộ bóng đá Luparense San Paolo

Logo Luparense San Paolo (2015 2015).

Ngày 22 tháng 6 năm 2015 Atletico San Paolo Padova đổi tên thành Câu lạc bộ bóng đá Luparense San Paolo chuyển đến San Martino di Lupari, tạo thành đội bóng chính của thành phố.
Ngày 5 tháng 8 được tham gia vào 2015-16 Serie D.

### Câu lạc bộ bóng đá Vigontina San Paolo

Logo Vigontina San Paolo (2016 2015-2018).

Ngày 17 tháng 6 năm 2016 Câu lạc bộ bóng đá Luparense San Paolo đổi tên trong Câu lạc bộ bóng đá Vigontina San Paolo di chuyển đến Vigonza, tạo thành đội bóng chính của thành phố. Vào cuối mùa giải 2016-17 ở Serie D / C, họ đã xuống hạng Eccellenza.

### Câu lạc bộ bóng đá Tombolo Vigontina San Paolo
Ngày 9 tháng 6 năm 2018 Câu lạc bộ bóng đá Vigontina San Paolo đổi tên trong Câu lạc bộ bóng đá Tombolo Vigontina San Paolo chuyển thành đội bóng đầu tiên ở Tombolo.

## Màu sắc và huy hiệu
Màu sắc của đội là trắng và đen.

## Tên, màu sắc và thành phố
- San Paolo Calcio, vàng và xanh dương, 1965-2010 (Padua)
- San Paolo Padova, vàng và xanh, 2010-2014 (Padua)
- Atletico San Paolo Padova, vàng và xanh, 2014-2015 (Padua)
- Luparense San Paolo, đỏ và xanh, 2015-2016 (San Martino di Lupari)
- Vigontina San Paolo, trắng và đen, 2016-2018 (Vigonza)
- Tombolo Vigontina San Paolo, trắng và đen, 2018-hiện tại (Tombolo / Vigonza)